# Xã Butler Grove, Quận Montgomery, Illinois
Xã Butler Grove (tiếng Anh: Butler Grove Township) là một xã thuộc quận Montgomery, tiểu bang Illinois, Hoa Kỳ. Năm 2010, dân số của xã này là 775 người.